# Onchestos (Stadt)

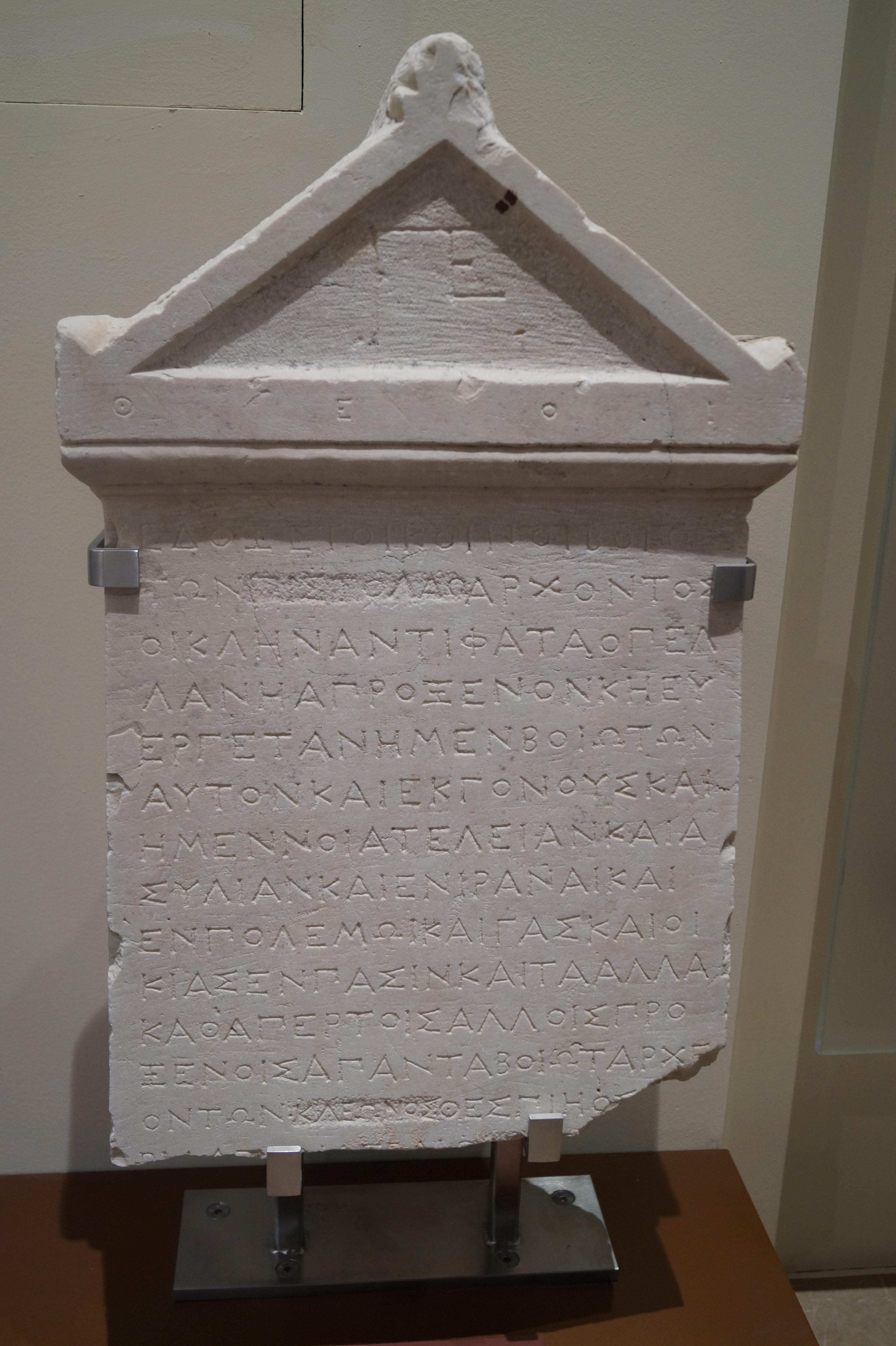
Archäologisches Museum Theben: Dekret aus Onchestos (SEG 32:476).

Onchestos (griechisch Ογχηστός) war eine antike griechische Stadt in Böotien. Sie lag am Steni-Pass etwa 3 km südwestlich des Berges Sphinx am Südrand des Kopaïs. Sie befand sich auf dem Gebiet von Haliartos und stand auch unter dessen Schutz.

## Überlieferung
Als Gründer der Stadt gilt der mythische Held Onchestos. Boiotos gründete das berühmte Heiligtum des Poseidon in Onchestos. Megareus von Onchestos unterstützte Nisos im Kampf gegen Minos, als dieser in die Megaris eingefallen war. Megareus fiel jedoch im Kampf und wurde vor Ort begraben. Megara, das zuvor Nisai hieß, soll schließlich nach ihm so benannt worden sein. Im Schiffskatalog der Ilias wird Onchestos unter den Kontingenten der Böotier aufgeführt. Homer berichtet, dass das Heiligtum des Poseidon einen heiligen Hain hatte. Strabon bezweifelt die Existenz dieses Hains. Er kritisiert auch Alkaios von Lesbos, da dieser behauptete, Onchestos läge am Fuß des Helikon. Die Stadt sei jedoch weiter von diesem Berg entfernt und befinde sich auf dem Hügel, der die Tenerischen Gefilde vom Kopaïs trennt.
In Onchestos versammelte sich der Amphiktyonenrat des Böotischen Bunds. 480 v. Chr. wurde Onchestos während des zweiten Perserkriegs von Xerxes I. niedergebrannt. 171 v. Chr. wurde es wahrscheinlich gleichzeitig mit Haliartos von den Römern zerstört. 

## Beschreibung
Die genaue Ausdehnung der Stadt ist nicht bekannt. Auf dem höchsten Punkt des Steni-Passes, direkt südlich der Straße von Theben nach Aliartos fand man die Fundamente des Poseidon-Tempels ("Stätte A"). Poseidon wurde hier als Erfinder des Streitwagens verehrt. Schon zu homerischer Zeit sollen Minyer aus Orchomenos und Thebaner hier Wagenrennen zu Ehren des Gottes veranstaltet haben. Auch dem Helden Herakles mit dem Beinamen Hippodetes wurde hier geopfert. Direkt daneben fand man ein Gebäude, von dem man annimmt, dass es das Buleuterion gewesen sei. Etwa 700 m nordwestlich des Tempels fand man vermutlich die Reste der Agora ("Stätte B"). Mittels Geomagnetischer Kartierung konnte festgestellt werden, dass die Agora im Zusammenhang mit dem Tempel stand. Außerdem fand man ein rundes Gebäude mit einem Durchmesser von etwa 40 m. Die Funktion dieses Gebäudes ist unklar, da bisher kein vergleichbares Gebäude bekannt ist. Die Akropolis lag etwa 300 m südlich des Heiligtum des Poseidons.

## Erforschung
Erste Probegrabungen wurden 1964 von der Archäologin Eve Touloupa durchgeführt. 1971 deckte Theodoros Spyropoulos einen Teil des Tempels und Bouleuterions auf. Die ersten systematischen Grabungen führte Fanouria Dakoronia durch und entdeckte 1973–74 ein 48 m langes Gebäude. 1991 entdeckte Alexandra Christopoulou ein langes Gebäude mit 18 oder 19 Räumen. Hierbei handelt es sich vermutlich um eine Stoa. Seit 2014 leitet Ioannis Mylonopoulos die Ausgrabungen in Onchestos.

## Geschichte
Die ältesten Funde in Onchestos stammen aus der Bronzezeit (etwa 3000–1000 v. Chr.). In der Archaischen Zeit (Ende 6. bis Anfang 5. Jahrhundert v. Chr.) wurde der Tempel mit seinen Nebengebäuden errichtet. Die meisten Tonscherben stammen aus der Klassischen Zeit. Spätestens seit der Hellenistischen Zeit (Ende 4. Jahrhundert v. Chr.) ist Onchestos Sitz der Amphiktyonie. 171 v. Chr. wurde es von den Römern zerstört. Als Pausanias Onchestos im 2. Jahrhundert n. Chr. besuchte, fand er es verlassen vor. Er berichtet jedoch, dass der Tempel mit Kultbild und der heilige Hain noch vorhanden waren.